# Bazyli Wierzbicki
Bazyli Piotr Wierzbicki (ur. 14 czerwca 1776, zm. 16 sierpnia 1852 w Warszawie) – żołnierz I Rzeczypospolitej, oficer legionów polskich we Włoszech, Księstwa Warszawskiego i Królestwa Polskiego.

## Życiorys
Pochodził z rodziny Jana Wierzbickiego h. Jastrzębiec, dziedzica dworu w Żakowie oraz jego żony Franciszki Olszewskiej i urodził się 14 czerwca 1776.
W 1791 już służył jako kadet w 10 pułku piechoty pod dowództwem Działyńskiego. W 1796 zgłosił się na ochotnika do armii francuskiej. Służył w legionach polskich w stopniu majora. W latach 1802–1805 był na Santo Domingo, co opisał później w swoich wspomnieniach opublikowanych w 1917 przez Artura Oppmana.
Brał udział w wojnie z Rosją 1812 i dowodził dywizją nadbużańską, w bitwie pod Lipskiem dostał się do niewoli. Następnie złożył dymisję i osiadł w swoim majątku Jędrzejnik, poświęcając się gospodarowaniu na roli. Przez swoich sąsiadów został wybrany na sędziego pokoju.
Żonaty był dwukrotnie, pierwszą żoną była Maria z domu Arrighini z którą miał córkę Celestynę zamężną za Franciszka Leszczyńskiego. Drugą żoną była Teofila z d. Lenart z którą miał sześcioro dzieci: Bronisławę, Hipolita, Jana Jakuba, Justynę Bogumiłę, Natalię i Stefana Adolfa.
Pod koniec życia przeniósł się do Warszawy, gdzie zmarł 16 sierpnia 1852 i pochowany został na cmentarzu ewangelicko-reformowanym.